# 亨格斯貝格奧厄河

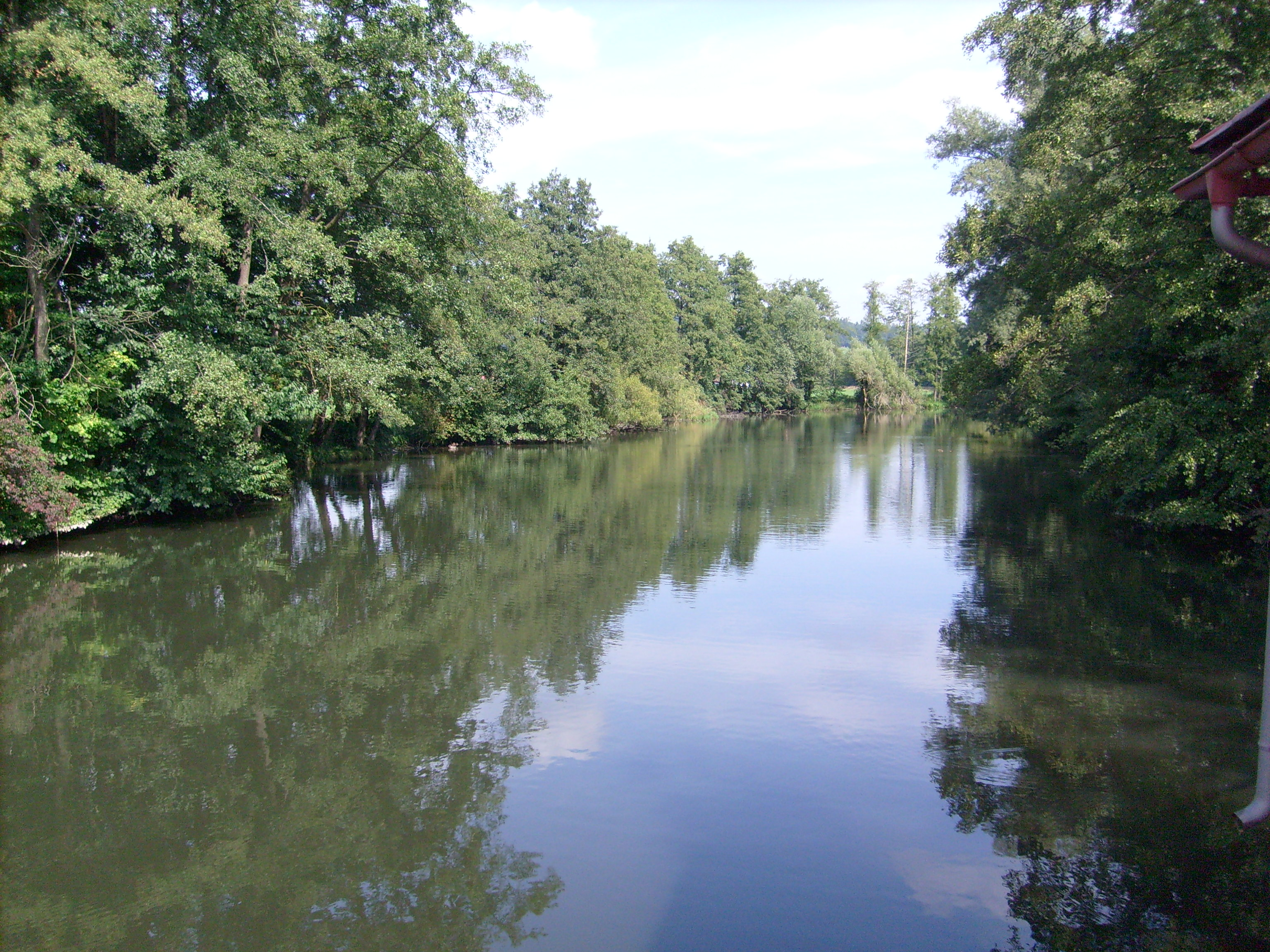

48°43′6″N 13°4′41.5″E / 48.71833°N 13.078194°E
亨格斯貝格奧厄河（德語：Hengersberger Ohe），是德國的河流，位於該國東南部，由巴伐利亞負責管轄，屬於多瑙河的左支流，河道全長26.5公里，流域面積198.2平方公里。